# H.A.T.E.U.
"H.A.T.E.U." (sigla para "Having a Typical Emotional Upset") é uma canção gravada pela cantora estadunidense Mariah Carey para o seu décimo segundo álbum de estúdio, Memoirs of an Imperfect Angel (2009). Foi enviada pela editora discográfica Island Records às principais estações de rádio norte-americanas a 1 de Novembro de 2009 como o terceiro single do álbum, não tendo ocorrido portanto o seu lançamento digital, contudo, a canção está a venda em retalhadores online de música. Composta e produzida por Carey, Christopher "Tricky" Stewart e Terius Nash, este último mais conhecido pelo nome artístico The-Dream, é uma música do género musical rhythm and blues (R&B) com uma influência leve de pop cujas letras retratam uma relação que terminou e a outra pessoa precisa de superar, mas a protagonista encontra dificuldades em aceitar que é o fim da relação e seguir em frente.
"H.A.T.E.U." foi recebida com opiniões positivas e mistas pela crítica especialista em música contemporânea, que elogiaram a acrobacia vocal da cantora mas chamaram a letra da canção de "confusa". Nas tabelas musicais, "H.A.T.E.U." não conseguiu entrar na Billboard Hot 100 nos Estados Unidos. Todavia, atingiu o seu pico no número setenta e dois da Hot R&B/Hip-Hop Songs, igualando assim um recorde. O vídeo musical da canção foi filmado a 4 de Novembro de 2009 na praia de Malibu no estado da Califórnia e lançado um mês depois na página do serviço Vevo da artista.

## Antecedentes e lançamento

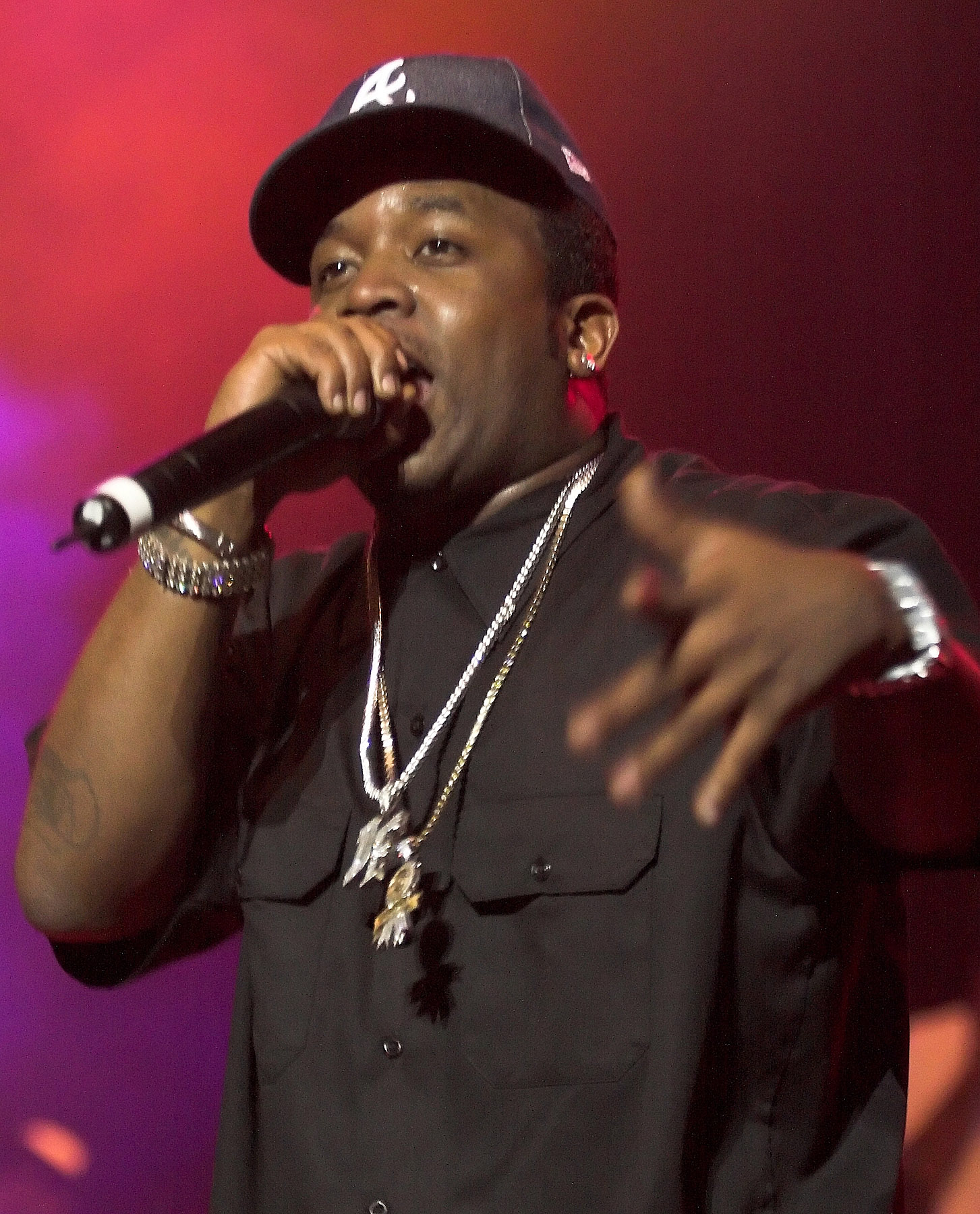
Um remix oficial de "H.A.T.E.U.", com participação do rapper Big Boi e outros, foi produzido. Contudo, teve seu lançamento cancelado.

"H.A.T.E.U." foi primeiramente revelada a 20 de Maio de 2009 durante o Spring Collection Event da distribuidora fonográfica Island Def Jam Music Group e foi revelado ser uma abreviação para "Having a Typical Emotional Upset". Foi gravada no mesmo ano para o seu décimo segundo álbum de estúdio, Memoirs of an Imperfect Angel (2009). Em uma entrevista para o serviço de compartilhamento de vídeos YouTube, Carey revelou que "H.A.T.E.U." era uma das primeiras faixas que ela havia composto para Memoirs of an Imperfect Angel, adicionando que o seu conteúdo lírico "realmente atinge as pessoas nos seus corações porque é do tipo... todo mundo já teve uma experiência de amar alguém, e eles deixam você ir, mas você não consegue deixar eles irem. Então, 'eu mal posso esperar para te odiar' é uma grande afirmação."
"H.A.T.E.U." foi anunciada como o terceiro single de Memoirs of an Imperfect Angel a 8 de Outubro de 2009 através de um comunicado de imprensa publicado na página online oficial de Carey. A canção foi inicialmente enviada às estações de rádio contemporary hit radio, rhythmic contemporary e urban contemporary nos Estados Unidos a 1 de novembro de 2009. Um remix oficial da canção com participação do rappers da cidade de Atlanta, Geórgia, Big Boi, Gucci Mane e OJ Da Juiceman e produzido por Jermaine Dupri teria sido incluído no segundo álbum de remixes de Carey, Angels Advocate. Contudo, pouco tempo depois, este álbum foi cancelado, e promoção adicional para a canção foi deixada de lado. Este remix vazou na internet pouco tempo após o abandonamento de Angels Advocate.
O DJ Jason Nevins produziu um remix intitulado "H.A.T.E.U. (Jason Nevins Loves U Remix)", que foi incluso na compilação Just Dance 3. Christopher "Tricky" Stewart, um dos compositores e produtores de "H.A.T.E.U", revelou na revista Rap-Up que iria trabalhar em Angels Advocate e que estaria a produzir o remix oficial da canção.

## Crítica profissional
Em geral, a canção foi recebida com opiniões mistas pelos críticos. Michaelangelo Matos, para o jornal de entretenimento The A.V. Club, disse que no clímax de "H.A.T.E.U.", Carey "ainda providencia acrobacias vocais, [que são] vivas e boas, [tais como] o gorjeio de gaivota do êxito de 1991 'Emotions'." Entretanto, um resenhista do The New York Post disse que "'H.A.T.E.U.' tem alguma da suavidade dos seus sucessos recentes". Peter Paphides afirmou que "H.A.T.E.U." é uma canção "cuja alma assemelha-se às leves reminiscências do primeiro amor em 'Candy Bling'...", uma canção de Memoirs of an Imperfect Angel. Bill Lamb, do portal About.com, considerou a música como uma das melhores do álbum e descreveu-a como uma canção que "explora a dor emocional de estar preso em uma relação cujo futuro está pré-determinado." Lamb escreveu também que em "H.A.T.E.U." "Mariah Carey canta uma das notas do refrão é um alcance vocal baixo narcotizado que serve para enfatizar a mensagem da canção do tormento emocional de amantes a serem separados."

## Desempenho comercial
Apesar de não ter conseguido entrar na Billboard Hot 100, "H.A.T.E.U." estreou no número setenta e seis da Hot R&B/Hip-Hop Songs devido a airplay não-solicitado. Tendo a canção estreado nessa tabela, Carey tornou-se uma de apenas cinco mulheres — Aretha Franklin, Mary J. Blige, Diana Ross, Dionne Warwick e Madonna — a conseguir estrear cinquenta canções na história da Hot R&B/Hip-Hop Songs. Mais tarde, "H.A.T.E.U." atingiu o seu pico no número setenta e dois na publicação de 2 de Janeiro de 2010. No total, a música permaneceu na tabela por dez semanas.

## Vídeo musical

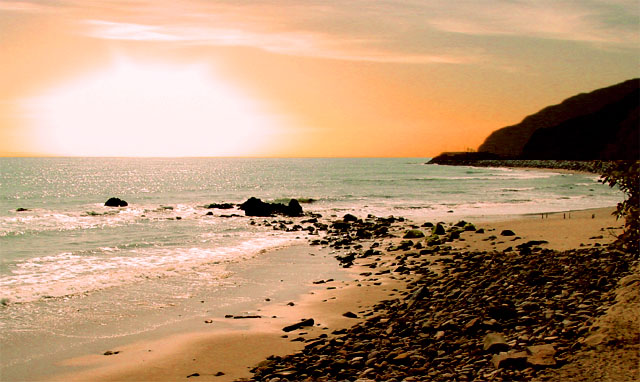
O vídeo musical de "H.A.T.E.U." foi filmado na praia de Malibu, Califórnia, em Novembro de 2009.

O vídeo musical para "H.A.T.E.U." foi dirigido por Brett Ratner e filmado a 4 de Novembro de 2009 na praia de Malibu, Califórnia. O vídeo estreou a 8 de Dezembro de 2009 no perfil oficial do serviço Vevo e foi disponibilizado para download digital no iTunes no mesmo dia. O vídeo inicia com Carey a descer as escadas em direcção à praia vestida em um fato-de-banho preto e sapatos por Christian Louboutin, os quais ela tira quando chega à areia. Ela é vista em diferentes planos parada próxima a um penhasco, bem como na meio da praia na maior parte do vídeo. Durante a ponte da canção, a cantora é vista em planos múltiplos diferentes à medida que anda ao longo da margem da praia, enquanto o sol se põe no pano de fundo. Quando o vídeo atinge o seu fim, o cenário muda para a noite, e Carey está vestida em um outro fato-de-banho preto com um casaco também preto parado contra uma rocha. Ela então escreve na areia com os seus dedos a palavra "H.A.T.E.U.", que ela sublinha à medida que o vídeo entra em sequência de fade out. O vídeo é também intercalado com planos do cenário da praia.
Além do vídeo musical oficial, um vídeo de 30 segundos em que Carey canta "H.A.T.E.U." foi também lançado para promover a canção na página do VEVO da artista. O vídeo vê Carey a andar ao longo de corredor e a dirigir-se à uma janela, a prestar atenção à Times Square em Nova Iorque, enquanto cenas de janelas de outros edifícios a estilhaçarem são intercaladas à medida que a cantora canta notas no whistle register.
De acordo com Chris Ryan, da MTV Buzzworthy, "o vídeo é um espectáculo de moda de roupa de praia em câmara lenta da Meemz. Igualmente deprimida pelo fim de um relacionamento e inspirada pelo cenário, Mimi passa uns minutos a tocar-se de forma sugestiva e a olhar fixamente para a distância. O que acontece com o coração-partido?" Um repórter da revista electrónica Entertainment Weekly disse que o vídeo é "uma daquelas vezes em que se dá mal (aqueles malditos fatos-de-banho)". Um resenhista da MOBO Online afirmou que Carey parecia "o mais bonita de sempre" no vídeo.

## Apresentações ao vivo e divulgação
Carey interpretou "H.A.T.E.U." pela primeira vez no programa de televisão The Today Show na manhã de 2 de Outubro de 2009, como parte de uma setlist com "Obsessed" (2009), "I Want to Know What Love Is" (2009) e "Make It Happen" (1992). Carey deu também uma entrevista sobre o álbum, bem como o seu então recente casamento com o empresário musical Nick Cannon e o seu papel no filme de drama Precious (2009). Após isso, a artista cantou a canção em dois concertos de uma série de quatro, nas noites de 9 e 10 de Outubro de 2009, como parte de um concerto privado no The Palms Resort & Casino em Las Vegas, Nevada, no Pear Concert Theatre. Carey interpretou também a canção a 13 de Outubro de 2009, enquanto promovia o single "I Want to Know What Love Is", na Coreia do Sul no programa de televisão Yoo Hee-Yeol’s Sketchbook, onde deu também uma entrevista sobre o álbum. Um mês depois, a intérprete fez uma aparição no talk show Late Show with David Letterman para cantar a música e dar uma entrevista ao apresentador. A cantora organizou um mini-concerto chamado Stripped, em que cantou "H.A.T.E.U.", "I Want to Know What Love Is", "Obsessed" e "Always Be My Baby" (1994). A música foi incluída na set list da noite de abertura da sua sétima digressão, a Angels Advocate Tour, bem como em datas seleccionadas da mesma.

## Desempenho nas tabelas musicais
| Tabela musical (2009)                            | Melhor posição |
| ------------------------------------------------ | -------------- |
| Estados Unidos (Billboard Hot R&B/Hip-Hop Songs) | 72             |